# Slavoj Marek
Slavoj Marek (* 4. července 1946) je český podnikatel v mlékárenství, bývalý československý politik, po sametové revoluci poslanec Sněmovny lidu Federálního shromáždění za Občanské fórum, respektive za ODS.

## Biografie
Ve volbách roku 1990 kandidoval za OF do Sněmovny lidu (volební obvod Středočeský kraj). Do parlamentu nastoupil až dodatečně jako náhradník v prosinci 1991 (poté co rezignoval poslanec Michael Kocáb), tedy již po rozkladu Občanského fóra. Zasedl do poslaneckého klubu ODS. Ve Federálním shromáždění setrval do voleb roku 1992.
V živnostenském rejstříku je od 90. let uváděn jako živnostník, bytem Mladá Boleslav-Chrást. Od roku 1994 se stal majitelem firmy Mlékárna Čejetičky. K roku 2005 měl tento podnik 100 zaměstnanců.